# 스토리빌 (영화)
《스토리빌》(영어: Storyville)은 미국에서 제작된 마크 프로스트 감독의 1992년 스릴러 드라마 영화이다. 제임스 스페이더 등이 출연하였고, 에드워드 R. 프레스먼 등이 제작에 참여하였다. 제목은 뉴올리언스의 옛 홍등가 스토리빌을 가리킨다.

## 줄거리
국회 의원에 입후보한 민주당 소속 뉴올리언스 변호사 크레이는 베트남계 매춘부와 함께 있는 사진으로 협박을 당한 뒤 참모들, 집안의 부, 아버지와 관련한 비밀들을 알게 된다.

## 출연진
- 제임스 스페이더 - 크레이 파울러 역
- 조앤 월리킬머 - 내털리 테이트 역: 지방 검사. 크레이의 옛 연인.
- 제이슨 로바즈 - 클리퍼드 파울러 역: 크레이의 아버지.
- 샬럿 루이스 - 리 트랜 역: 베트남계 매춘부.
- 찰스 헤이드 - 에이브 초트 역: 포르노그래피 제작자.
- 마이클 워런 - 네이선 러플러 역
- 파이퍼 로리 - 콘스턴스 파울러 역
- 척 매캔 - 퍼지 허먼 역
- 치노 패츠 윌리엄스 - 시어티스 워싱턴 역
- 우디 스트로드 - 찰리 섬프터 역
- 마이클 파크스
- 제프 페리
- 조지 청
- 스티브 포러스트

## 기타 제작진
- 공동 제작: 에브젠 콜라르
- 배역: 조해나 레이
- 미술: 리처드 후버
- 의상: 루이즈 프로글리

## 같이 보기
- 남부 고딕물